# Не молчи (песня)
«Не молчи́» — песня российского певца Димы Билана, выпущенная 26 мая 2015 года в качестве восьмого сингла с одноимённого студийного альбома на лейбле Первое музыкальное.

## Видеоклип
Идея клипа — привлечь внимание к детям с особенностями развития. По сюжету музыкального видео женщина, которая воспитывает дочь с синдромом Дауна боится осуждения общественности и поэтому скрывает ребёнка от посторонних. Молодая мама пугается говорить правду о своём ребёнке мужчине, в которого влюблена. Именно вокруг этой проблемы строится сюжет всего видео. Главную роль в клипе исполнила актриса Евгения Брик, а дочку сыграла девочка Ника. Также в музыкальном видео снялись Наталья Водянова и Яна Рудковская. Режиссёром стал Алексей Голубев.

## История релиза
| Регион | Дата        | Формат                                  | Лейбл              |
| ------ | ----------- | --------------------------------------- | ------------------ |
| Мир    | 26 мая 2015 | цифровые загрузки стриминг радиоротация | Первое музыкальное |

## Награды и номинации
| Год  | Премия                   | Номинированная работа | Категория        | Результат |
| ---- | ------------------------ | --------------------- | ---------------- | --------- |
| 2015 | Реальная премия MusicBox | Видеоклип «Не молчи»  | «Видеоклип года» | Номинация |
| 2015 | ZD Awards                | Видеоклип «Не молчи»  | «Видеоклип года» | Победа    |
| 2016 | Премия Муз-ТВ            | Видеоклип «Не молчи»  | «Лучшее видео»   | Победа    |